# Elecciones legislativas de Rusia de 1995
Las elecciones legislativas se celebraron en Rusia el 17 de diciembre de 1995. Estuvieron en juego los 450 escaños de la Duma Estatal. El Partido Comunista de la Federación Rusa obtuvo una mayoría simple de escaños. En las elecciones de 1993, ambas Cámaras de la Asamblea Federal habían sido elegidas por un período transitorio de dos años. En junio de 1995, se aprobó una nueva Ley Electoral, en el período anterior a febrero de 1993, el presidente de la República, Boris Yeltsin, y el Parlamento debatian si la Cámara Alta debería ser elegida o nombrada por los consejos federales.
En la campaña preelectoral, Guennadi Ziugánov del Partido Comunista (KPRF) enfatizó que, a pesar del compromiso de su partido de limitar la privatización en el sector económico y celebrar un referéndum sobre la restauración de la Unión Soviética, no habría retorno al comunismo soviético de la antigua usanza. En un discurso televisado el 15 de diciembre, el presidente Yeltsin hizo un llamamiento a los votantes para que no permitan que las fuerzas del pasado vuelvan a tomar el poder.
El día de la votación no había dudas que, a pesar de los intentos de Yeltsin de impedir el triunfo del comunismo, el Partido Comunista (KPRF) registró grandes ganancias para emerger como el partido más grande de la Duma con 157 escaños. En el tercer lugar se ubicó Nuestro Hogar – Rusia (NDR) bien organizado y financiado, se colocó distante del KPRF y solo otros tres partidos cruzaron la barrera del 5% requerido para lograr representación. Los analistas vieron este aumento en particular como un reflejo del descontento público con los trastornos económicos y sociales que habían seguido a la caída de la Unión Soviética, en el segundo lugar se ubicó el Partido Liberal-Demócrata (LDPR) perdiendo un tercio de sus votantes, debido a la división de las fuerzas pro-reformas, especialmente de la Elección Democrática de Rusia (DCR) liderada por Yegor Gaidar.
Tras ganar las elecciones, Guennadi Ziugánov del KPRF, prometió consultar a todos los partidos de la legislatura y formar una Coalición Patriótica del Pueblo. Además, identificó la restauración del orden básico y la seguridad, así como la asistencia pública a los más desfavorecidos por la transición de una economía controlada por el estado, como las prioridades clave del nuevo gobierno. Por su parte, el presidente Yeltsin expresó optimismo de que la nueva Duma, que todavía incluía a muchos defensores de las reformas de libre mercado, podría funcionar de manera constructiva.
El Consejo de Ministros fue reorganizado en enero de 1996, y Víktor Chernomyrdin de Nuestro Hogar – Rusia (NDR) permaneció como Presidente del Gobierno. La recién elegida Duma celebró su sesión inaugural el 16 de enero de 1996. 

## Ley electoral
La ley electoral adoptada para las elecciones de 1995 fue similar a la adoptada para las elecciones de 1993, con algunas modificaciones menores.
Primero, para asegurar un lugar en la boleta de representación proporcional, los partidos debían haberse registrado en el Ministerio de Justicia a más tardar seis meses antes de las elecciones, y el número de firmas que debían reunir aumentó de 100,000 a 200,000. Segundo, los votos inválidos ahora se incluyeron en el cálculo del umbral del 5%.
En tercer lugar, en la boleta de distrito uninominal, se indicaron los avales de candidatos de los partidos.
De los cuarenta y tres partidos y coaliciones que disputaron las elecciones, solo cuatro superaron el umbral del 5% para calificar para los escaños proporcionales.

## Campaña

### Partidos del gobierno
Nuestro Hogar – Rusia tenía recursos más importantes y pronto adquirió el apodo de 'partido de poder' por su dependencia de los titulares de cargos políticos y económicos de élite.
También se lo denominó 'Nuestro hogar es Gazprom' por sus estrechos vínculos con los importantes recursos financieros de Gazprom.
La mayoría de los ministros del gabinete se unieron al bloque, y varios líderes empresariales y élites políticas regionales se afiliaron a él. Sin embargo, casi ningún otro partido ingresó, y muchos candidatos que inicialmente se habían afiliado al partido pronto lo abandonaron. Uno de los primeros partidos en ingresar al bloque, el Partido de la Unidad y el Acuerdo de Rusia de Sergei Shakhrai, también lo abandonó en agosto. El programa del partido exigía 'estabilidad y desarrollo, democracia y patriotismo, confianza y orden', así como 'pragmatismo' y 'un mercado civilizado'.
Otras propuestas eran contradictorias, ya que el partido propuso, entre otras cosas, alentar la inversión extranjera al tiempo que protegía a los fabricantes rusos, y promover la reforma agraria al tiempo que regulaba la propiedad de la tierra.
En las elecciones, el bloque Nuestro Hogar – Rusia obtuvo el 10,1% de los votos, suficiente para formar una facción en la Duma Estatal, pero no lo suficiente como para servir como una fuerza dominante o fundamental en el parlamento o en las regiones.
En su apogeo, el partido contó con la membresía de alrededor de un tercio de los gobernadores de Rusia. Sin embargo, tanto las élites centrales como las regionales asumieron compromisos efímeros con Nuestro hogar es Rusia.

### Partidos de la oposición
Como resultado de estas elecciones, los comunistas y sus satélites, los agrarios y otros diputados de izquierda controlaron un poco menos de la mitad de los escaños.
El populista LDPR ocasionalmente se puso del lado de la mayoría de la izquierda, pero a menudo apoyó al gobierno.
Como en la Duma anterior, los grupos parlamentarios de diputados independientes tuvieron una influencia significativa en el equilibrio de poder en el parlamento.
El 17 de enero de 1996, un comunista, Gennady Seleznyov, fue elegido Presidente de la Duma. 

## Resultados
| Partido                                                             | Representación proporcional | Representación proporcional | Representación proporcional | Distrito electoral | Distrito electoral | Distrito electoral | Escaños totales | +/–   |
| Partido                                                             | Votos                       | %                           | Escaños                     | Votos              | %                  | Escaños            | Escaños totales | +/–   |
| ------------------------------------------------------------------- | --------------------------- | --------------------------- | --------------------------- | ------------------ | ------------------ | ------------------ | --------------- | ----- |
| Partido Comunista de la Federación Rusa                             | 15,432,963                  | 22.30                       | 99                          | 8,636,392          | 12.78              | 58                 | 157             | +92   |
| Partido Liberal-Demócrata de Rusia                                  | 7,737,431                   | 11.18                       | 50                          | 3,801,971          | 5.63               | 1                  | 51              | –19   |
| Nuestro Hogar – Rusia                                               | 7,009,291                   | 10.13                       | 45                          | 3,808,745          | 5.64               | 10                 | 55              | Nuevo |
| Yabloko                                                             | 4,767,384                   | 6.89                        | 31                          | 2,209,945          | 3.27               | 14                 | 45              | +12   |
| Mujeres de Rusia                                                    | 3,188,813                   | 4.61                        | 0                           | 712,072            | 1.05               | 3                  | 3               | –22   |
| Comunistas y Rusia Trabajadora - por la Unión Soviética             | 3,137,406                   | 4.53                        | 0                           | 1,276,655          | 1.89               | 1                  | 1               | Nuevo |
| Congreso de las Comunidades Rusas                                   | 2,980,137                   | 4.31                        | 0                           | 1,987,665          | 2.94               | 5                  | 5               | Nuevo |
| Partido del Autogobierno de los Trabajadores                        | 2,756,954                   | 3.98                        | 0                           | 475,007            | 0.7                | 1                  | 1               | Nuevo |
| Elección Democrática de Rusia-Demócratas Unidos                     | 2,674,084                   | 3.86                        | 0                           | 1,819,330          | 2.69               | 9                  | 9               | –85   |
| Partido Agrario Ruso                                                | 2,613,127                   | 3.78                        | 0                           | 4,066,214          | 6.02               | 20                 | 20              | –27   |
| Derzhava                                                            | 1,781,233                   | 2.57                        | 0                           | 420,860            | 0.62               | 0                  | 0               | Nuevo |
| Adelante, Rusia!                                                    | 1,343,428                   | 1.94                        | 0                           | 1,054,577          | 1.56               | 3                  | 3               | Nuevo |
| Poder para la Gente!                                                | 1,112,873                   | 1.61                        | 0                           | 1,345,905          | 1.99               | 9                  | 9               | Nuevo |
| Pamfilova-Gurov-V. Lysenko                                          | 1,106,812                   | 1.6                         | 0                           | 476,721            | 0.71               | 2                  | 2               | Nuevo |
| Sindicatos e Industrias - Unión de Trabajo                          | 1,076,072                   | 1.55                        | 0                           | 584,063            | 0.86               | 1                  | 1               | Nuevo |
| Partido Ambientalista de Rusia "Kedr"                               | 962,195                     | 1.39                        | 0                           | 304,896            | 0.45               | 0                  | 0               | 0     |
| Bloque Ivan Rybkin                                                  | 769,259                     | 1.11                        | 0                           | 1,073,580          | 1.59               | 3                  | 3               | Nuevo |
| Bloque Stanislav Govorukhin                                         | 688,496                     | 0.99                        | 0                           | 483,281            | 0.72               | 1                  | 1               | Nuevo |
| Mi Patria                                                           | 496,276                     | 0.72                        | 0                           | 351,911            | 0.52               | 1                  | 1               | Nuevo |
| Causa Común                                                         | 472,615                     | 0.68                        | 0                           | –                  | –                  | 1                  | 1               | Nuevo |
| Partido de los Amantes de la Cerveza                                | 428,727                     | 0.62                        | 0                           | 57,946             | 0.09               | 0                  | 0               | –     |
| Movimiento Público Musulmán Panruso "Nur"                           | 393,513                     | 0.57                        | 0                           | 49,689             | 0.07               | 0                  | 0               | –     |
| Transformación de la Patria                                         | 339,654                     | 0.49                        | 0                           | 227,822            | 0.34               | 1                  | 1               | Nuevo |
| Partido Nacional Republicano de Rusia                               | 331,700                     | 0.48                        | 0                           | –                  | –                  | –                  | 0               | –     |
| Bloque 30 Palabras                                                  | 323,232                     | 0.47                        | 0                           | –                  | –                  | –                  | 0               | –     |
| Partido de la Unidad y el Acuerdo de Rusia                          | 245,977                     | 0.36                        | 0                           | 285,654            | 0.42               | 1                  | 1               | –26   |
| Asociación de Abogados Rusos                                        | 242,966                     | 0.35                        | 0                           | 96,046             | 0.14               | 0                  | 0               | –     |
| Por la Madre Patria!                                                | 194,254                     | 0.28                        | 0                           | 213,723            | 0.32               | 0                  | 0               | –     |
| Unión Cristiano-Demócrata - Cristianos de Rusia                     | 191,446                     | 0.28                        | 0                           | –                  | –                  | –                  | 0               | –     |
| Bloque 38 Palabras                                                  | 145704                      | 0.21                        | 0                           | –                  | –                  | –                  | 0               | –     |
| Unión Popular                                                       | 130,728                     | 0.19                        | 0                           | 70,685             | 0.1                | 0                  | 0               | –     |
| Bloque "Tikhonov-Tupolev-Tikhonov"                                  | 102,039                     | 0.15                        | 0                           | 65,458             | 0.1                | 0                  | 0               | –     |
| Unión Rusa de Trabajadores de la Gestión Residencial-Comunal        | 97,274                      | 0.14                        | 0                           | 115,386            | 0.17               | 0                  | 0               | –     |
| Socialdemócratas                                                    | 88,642                      | 0.13                        | 0                           | 233,269            | 0.35               | 0                  | 0               | –     |
| Partido de Libertad Económica                                       | 88,416                      | 0.13                        | 0                           | 199,150            | 0.29               | 1                  | 1               | Nuevo |
| Movimiento Panpopular Ruso                                          | 86,422                      | 0.12                        | 0                           | 224,779            | 0.33               | 0                  | 0               | –     |
| Bloque de Independientes                                            | 83,742                      | 0.12                        | 0                           | 375,287            | 0.56               | 1                  | 1               | Nuevo |
| Movimiento Democrático Federal                                      | 82,948                      | 0.12                        | 0                           | 86,519             | 0.13               | 0                  | 0               | –     |
| Movimiento Sociopolítico "Rusia Estable"                            | 81,285                      | 0.12                        | 0                           | 159,226            | 0.24               | 0                  | 0               | –     |
| Duma-96                                                             | 55,897                      | 0.08                        | 0                           | 108,672            | 0.16               | 0                  | 0               | –     |
| Generaciones de Frontera                                            | 44,202                      | 0.06                        | 0                           | 13,429             | 0.02               | 0                  | 0               | –     |
| Bloque '89                                                          | 40,840                      | 0.06                        | 0                           | 175,459            | 0.26               | 1                  | 1               | Nuevo |
| Unión Interétnica                                                   | 39,592                      | 0.06                        | 0                           | 169,746            | 0.25               | 0                  | 0               | –     |
| Movimiento Sociopolítico Panruso de Trabajadores del Transporte     | –                           | –                           | –                           | 162,263            | 0.24               | 0                  | 0               | –     |
| Rusia Democrática y Sindicatos Libres                               | –                           | –                           | –                           | 158,040            | 0.23               | 0                  | 0               | –     |
| Movimiento Político de Votantes no Partidistas "Causa Común"        | –                           | –                           | –                           | 148,584            | 0.22               | 0                  | 0               | –     |
| Movimiento Sociopolítico "La Educación es el Futuro de Rusia"       | –                           | –                           | –                           | 129,399            | 0.19               | 0                  | 0               | –     |
| Unión de Patriotas                                                  | –                           | –                           | –                           | 118,441            | 0.18               | 0                  | 0               | –     |
| Unión Demócrata Cristiana - Cristianos de Rusia                     | –                           | –                           | –                           | 102,335            | 0.15               | 0                  | 0               | –     |
| Unión de Musulmanes Rusos                                           | –                           | –                           | –                           | 65,688             | 0.1                | 0                  | 0               | –     |
| Unión de Comunistas                                                 | –                           | –                           | –                           | 62,181             | 0.09               | 0                  | 0               | –     |
| Partido de los Partidarios de la Reducción de Impuestos             | –                           | –                           | –                           | 61,519             | 0.09               | 0                  | 0               | –     |
| Alternativa Democrática                                             | –                           | –                           | –                           | 61,252             | 0.09               | 0                  | 0               | –     |
| Partido Conservador                                                 | –                           | –                           | –                           | 57,351             | 0.08               | 0                  | 0               | –     |
| Bloque de líderes de 8 partidos                                     | –                           | –                           | –                           | 51,928             | 0.08               | 0                  | 0               | –     |
| Partido Ruso                                                        | –                           | –                           | –                           | 43,221             | 0.06               | 0                  | 0               | –     |
| Unión de Organizaciones Patrióticas Ortodoxas                       | –                           | –                           | –                           | 42,269             | 0.06               | 0                  | 0               | –     |
| Alternativa Económica                                               | –                           | –                           | –                           | 37,622             | 0.06               | 0                  | 0               | –     |
| Estamos Sirviendo para Rusia!                                       | –                           | –                           | –                           | 35,535             | 0.05               | 0                  | 0               | –     |
| Liga de Científicos Independientes                                  | –                           | –                           | –                           | 28,666             | 0.04               | 0                  | 0               | –     |
| Partido Nacional-Republicano de Rusia                               | –                           | –                           | –                           | 27,197             | 0.04               | 0                  | 0               | –     |
| Alianza Social                                                      | –                           | –                           | –                           | 27,032             | 0.04               | 0                  | 0               | –     |
| Unión Rusa de Autogobierno Local                                    | –                           | –                           | –                           | 21,427             | 0.03               | 0                  | 0               | –     |
| Nuestro Futuro                                                      | –                           | –                           | –                           | 18,488             | 0.03               | 0                  | 0               | –     |
| Fe, Trabajo, Conciencia                                             | –                           | –                           | –                           | 14,639             | 0.02               | 0                  | 0               | –     |
| Partido Ruso de Propietarios de Automóviles                         | –                           | –                           | –                           | 8,088              | 0.01               | 0                  | 0               | –     |
| Frente de Salvación Popular                                         | –                           | –                           | –                           | 1,881              | 0.00               | 0                  | 0               | –     |
| Colectivos de Trabajadores y Verdes para la Unión de Copropietarios | –                           | –                           | –                           | 1,442              | 0.00               | 0                  | 0               | –     |
| Partido Liberal Democrático Europeo                                 | –                           | –                           | –                           | 154                | 0.00               | 0                  | 0               | –     |
| Independientes                                                      | –                           | –                           | –                           | 21,620,835         | 31.99              | 77                 | 77              | +47   |
| Contra todos                                                        | 1,918,151                   | 2.77                        | –                           | 6,660,495          | 9.85               | –                  | –               | –     |
| Votos nulos/en blanco                                               | 1,320,619                   | –                           | –                           | 1,582,227          | –                  | –                  | –               | –     |
| Total                                                               | 69,204,819                  | 100                         | 225                         | 69,167,934         | 100                | 225                | 450             | 0     |
| Votantes registrados/participación                                  | 107,496,856                 | 64.4                        | –                           | 107,496,856        | 64.3               | –                  | –               | –     |
| Fuente: Universidad de Essex, Nohlen & Stöver                       |                             |                             |                             |                    |                    |                    |                 |       |